# كارل أندرسون
شاد أليغرا (بالإنجليزية: Karl Anderson)‏ (ولد في 20 يناير 1980) هو مصارع أمريكي محترف، حاليا موقع عقد مع منظمة المصارعة دبليو دبليو إي، حيث يصارع في عرض راو ويصارع تحت إسمه في الحلبة كارل أندرسون، وهو بطل سابق لبطولة الراو للفرق الزوجية.
أندرسون معروف لعمله كمصارع فرق زوجية متخصص، الأبرز خلال فترة عمله في نيو جابان برو رسلينق (أن جي بي دبليو NJPW)، حيث هو بطل أربعة مرات لبطولة NJPW للفرق الزوجية. هو أيضا يحمل الرقم القياسي لأطول شخص حمل البطولة وأكثر من دافع عنها بنجاح، محققا أياه لأول مرة مع زميله جاينت بيرنارد. أندرسون و بيرنارد أيضا حملوا بطولة منظمة برو رسلينق نواه بطولة GHC للفرق الزوجية وقد رشحهم ذا رسلينق أوبزيرفر كالفريق الزوجي لعام 2011. أندرسون هو فائز لثلاث مرات في دورة الفرق الزوجية الكبرى في منظمة نيو جابان، دورة جي1/فرق العالم، فائزا بها في 2009 مع بيرنارد و2012 مع هيروكي قوتو و في 2013 في دوك غالوز. هو أيضا صارع لمنظمة جنوب كاليفرونيا للمصارعة منظمة برو رسلينق قوريلا (بي دبليو جي PWG) بين 2007 و2009.
أندرسون قضى معظم حياته يصارع في اليابان قبل أن يوقع دبليو دبليو إي مع كل من دوك غالوز وإيه جيه ستايلز وشينسكي ناكامورا في 2016.

## روابط خارجية
- كارل أندرسون على موقع IMDb (الإنجليزية)
- كارل أندرسون على موقع قاعدة بيانات الفيلم (الإنجليزية)
- كارل أندرسون على موقع دبليو دبليو إي (الإنجليزية)
- كارل أندرسون على موقع WrestlingData.com (الإنجليزية)
- كارل أندرسون على موقع CageMatch worker (الإنجليزية)
- كارل أندرسون على موقع قاعدة بيانات المصارعة على الإنترنت (الإنجليزية)
- كارل أندرسون على موقع عالم المصارعة على الإنترنت (الإنجليزية)
- كارل أندرسون على موقع عالم المصارعة على الإنترنت (الإنجليزية)